# Filip Fabricius

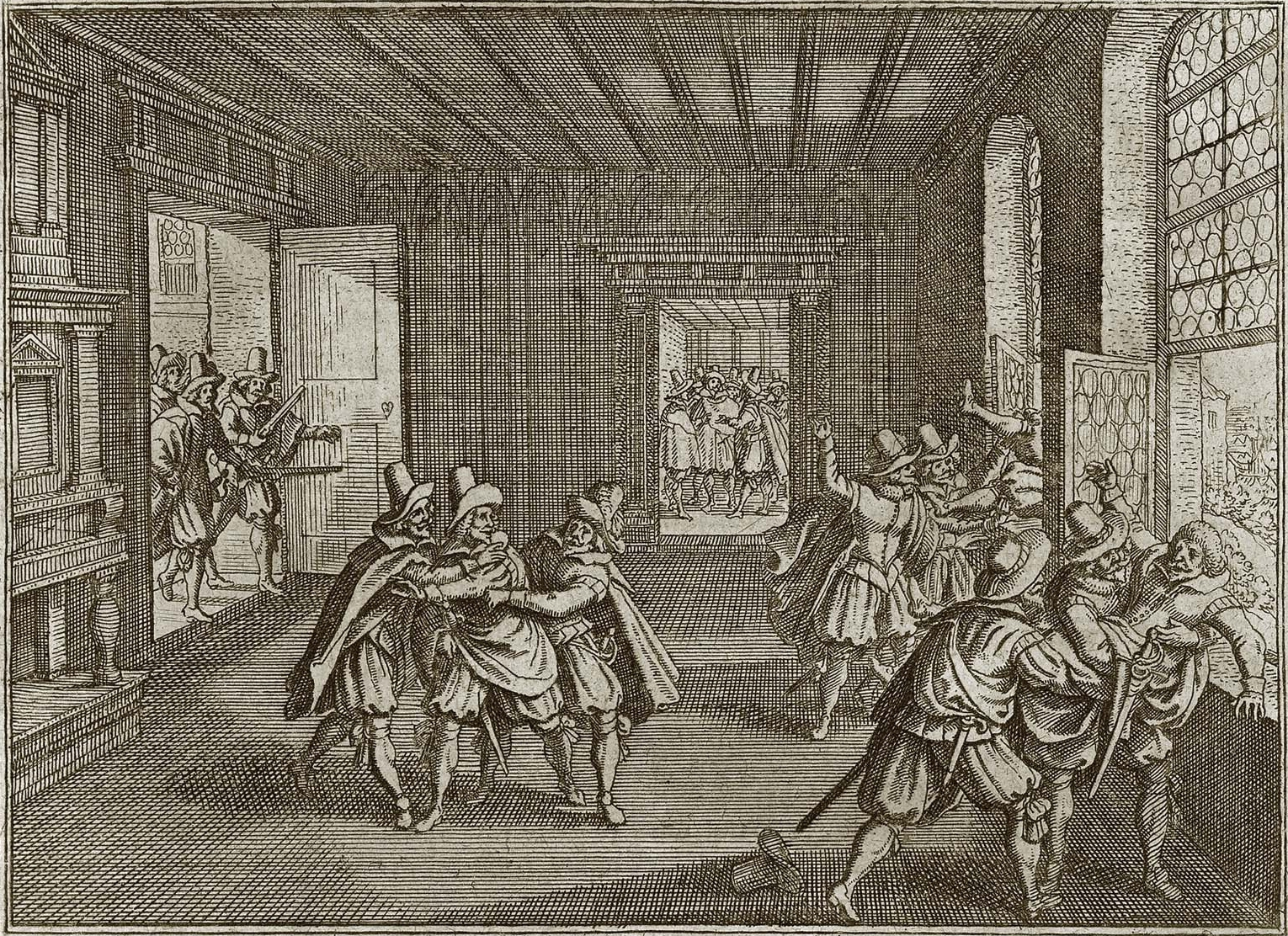
Pražská defenestrace v roce 1618

Filip Fabricius (Platter) (asi 1570?, Mikulov – 18. říjen 1632, Praha) byl zaměstnanec pražské dvorské kanceláře. Při pražské defenestraci 23. května 1618 byl společně s Vilémem Slavatou z Chlumu a Košumberka a Jaroslavem Bořitou z Martinic vyhozen z okna Pražského hradu.

## Život
Podle Ottova slovníku se narodil jako vnuk básníka a filosofa Jiřího Fabricia (1516–1571) v Mohelnici na Moravě, podle novější monografie J. Kiliána v Mikulově. Studoval na pražské jezuitské akademii, v roce 1588 se stal bakalářem a o rok později mistrem svobodných umění. Pracoval ve dvorské kanceláři císaře Rudolfa II. V roce 1598 se stal měšťanem Starého města a oženil se s Juditou Podráskou, dcerou bohatého obchodníka, s níž měl syna Jana Václava a dceru Ludmilu. Roku 1608 ho císař povýšil do rytířského stavu s predikátem Fabricius z Rosenfeldu a roku 1610 byl císařským sekretářem. 23. května 1618 ho představitelé stavovské opozice spolu s dalšími dvěma muži vyhodili z okna 2. patra dvorské kanceláře a několikrát po defenestrovaných vystřelili. Nezraněný Fabricius odešel do Vídně, kde podal císaři Matyášovi zprávu o událostech v Praze.
Po bitvě na Bílé Hoře císař Ferdinand II. roku 1623 Fabricia bohatě odměnil, takže mohl kupovat konfiskované statky (například panství Libáň, Kropáčova Vrutice, Řepín) a několik domů v Praze. Rovněž byl jeho predikát z Rosenfeldu rozhojněn o přídomek z Hohenfallu, neboli z Vysokého pádu, který měl připomínat jeho defenestrování. Byl také jmenován podkomořím věnných měst.